# Bromus auleticus
Bromus auleticus är en gräsart som beskrevs av Carl Bernhard von Trinius och Christian Gottfried Daniel Nees von Esenbeck. Bromus auleticus ingår i släktet lostor, och familjen gräs. Inga underarter finns listade i Catalogue of Life.